# Marco Boschini

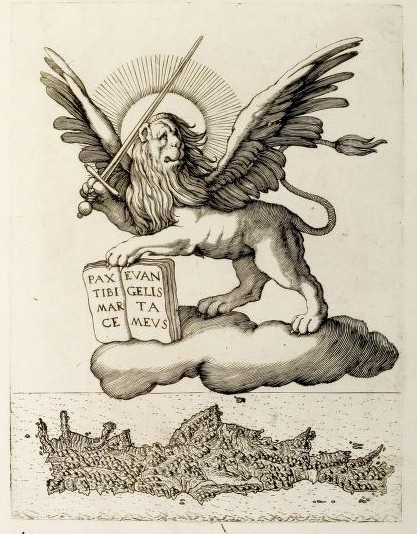
Gravat de Boschini

Marco Boschini (1602-1681) va ser un pintor i gravador italià del període pre-barroc a Venècia. Es guanyava la vida com a marxant d'art, va ser l'agent del cardenal Leopoldo de' Medici.
Nascut a Venècia, va estudiar a l'escola de Palma el Jove. Va pintar El darrer sopar per a la sagristia de San Girolamo de Venècia. També va destacar com a gravador i com a teòric de l'art. Va publicar diversos escrits, com La Carta del Navegar pittoresco (1660), Le minere della pittura veneziana (1664) i Le ricche minere della pittura veneziana (1674), on defensà la seva teoria que el color predominava sobre el dibuix en la pintura, i I gioieli pittoreschi. Virtuoso ornamento della città di Vicenza (1676) una guia de la seva ciutat.